# 江崎剛史
江崎 剛史（えさき つよし）は、日本のデータサイエンス研究者。滋賀大学データサイエンス学部准教授。専門はバイオインフォマティクスおよびケモインフォマティクス。創薬支援のためのデータサイエンスに関する研究で知られる。
また、2025年にSigma Xi（米国科学研究名誉協会）の正会員に選出された。Sigma Xi（Scientific Research Honor Society）は、1886年に設立された米国の科学技術分野における最も歴史があり、権威のある非営利名誉協会のひとつである。同協会は、科学研究における卓越性を称え、研究の奨励を目的としており、過去にはアルバート・アインシュタイン、エンリコ・フェルミ、リチャード・ファインマンなどをはじめとする200名以上のノーベル賞受賞者が所属し、現在も世界的に影響力のある多くの科学者が正会員として在籍している。正会員への選出は、顕著な業績を上げた研究者のみが、既存会員によって招待・推薦されて、推薦に基づく審査によってのみ入会できる。
江崎准教授は、化学物質に対する情報科学的手法の適用を通じて、創薬分野における性質予測やマテリアルズインフォマティクスの研究において高い成果を上げており、こうした幅広い研究活動が評価された。正会員としての選出は、国際的にもその業績が高く認められた証とされる。

## 経歴
- 2010年4月–2012年3月　広島大学医歯薬学総合研究科
- 2012年4月–2016年3月　理化学研究所生命システム研究センター
- 2016年4月–2019年3月　医薬基盤・健康・栄養研究所 バイオインフォマティクスプロジェクト 特任研究員
- 2018年7月–2020年3月　東京医科歯科大学 非常勤講師
- 2020年4月–2022年3月　滋賀大学データサイエンス教育研究センター 准教授
- 2022年4月–2023年3月　滋賀大学 データサイエンス・AIイノベーション研究推進センター 准教授
- 2023年4月–現在　　　滋賀大学 データサイエンス学部 准教授
- 2024年4月–現在　　　島根県立大学大学院 看護学研究科 非常勤講師

## 受賞歴
- 2022年10月: CBI若手奨励賞, 情報計算化学生物学会[4]

- 2021年3月: 学長賞, データサイエンス教育の推進に対する功績, 滋賀大学
- 2020年10月: 優秀賞, 予測精度コンテスト（オフィス街部門）, NEC Data Analytics Challenge Cup 2020

- 2020年10月: 優秀賞, アイデアコンテスト, NEC Data Analytics Challenge Cup 20202020年4月Top Downloaded Paper 2018-2019, Molecular Informatics

- 2019年10月: Excellent Poster Award, 情報計算化学生物学会

- 2017年10月: Best Poster Award, 情報計算化学生物学会